# 1332
1332 (MCCCXXXII) var ett skottår som började en onsdag i den julianska kalendern.

## Händelser

### Mars
- 13 mars – Vid ärkebiskop Olov Björnssons död utses Peter Filipsson till ny svensk ärkebiskop.

### Juni
- 17 juni – Magnus Eriksson köper Skåne och Blekinge samt Listerlandet för 34 000 mark silver. Magnus träffar Skånes representanter och affären bekräftas i Kalmar.

### Augusti
- 2 augusti – När den danske kungen Kristofer II dör anser man det lönlöst att välja någon ny dansk kung, eftersom landet i praktiken har upphört att existera, då det är helt bortsålt till utländska herrar, som Hansan och Holstein. Danmark kommer därför att stå utan kung fram till Valdemar Atterdag år 1340. En period som har gått till historien som den kungalösa tiden.

### November
- 4 november – Magnus träffar en överenskommelse med Johan av Holstein med flera i Helsingborg om ägendeförhållandena i Skåne.

### Okänt datum
- Materialet papper kommer till Sverige.
- Kejsarinnan Budashiri blir regent i Mongoliet och Kina.

## Födda
- 10 oktober – Karl II av Navarra, kung av Navarra.
- Hanna van Recklinghausen, första kända kvinnliga borgaren i Nederländerna.

## Avlidna
- 13 mars – Olov Björnsson, svensk ärkebiskop sedan 1314.
- 2 augusti – Kristofer II, kung av Danmark 1320–1326 och sedan 1329.